# Yturri-Edmunds House
Pour les articles homonymes, voir Yturri et Edmunds.
La Yturri-Edmunds House, également appelée Yturri Homestead and Mill, est une maison située à San Antonio, dans le comté de Bexar, au Texas. Construite à la fin des années 1850, elle dispose d'un moulin à eau de la même époque. Recorded Texas Historic Landmark depuis 1966, elle est inscrite au Registre national des lieux historiques depuis le 8 août 1996.